# سیلن گل‌صورتی
سیلن گل‌صورتی (نام علمی: Silene salmonacea) یا مگس‌گیر گل‌صورتی، نام یک گونه از سرده قلیانک است. این گونه تنها در جنگل‌های کوه‌های کلاماث در شهرستان ترینیتی در کالیفرنیا رشد می‌کند.